# Kyphocotis parva
Kyphocotis parva är en insektsart som beskrevs av William Lucas Distant 1907. Kyphocotis parva ingår i släktet Kyphocotis och familjen dvärgstritar. Inga underarter finns listade i Catalogue of Life.